# Josef von der Heide
Josef von der Heide (* 19. Juli 1903 in Ondrup, heute ein Ortsteil von Steinfeld (Oldenburg); † 26. April 1985 in Steinfeld (Oldenburg)) war ein deutscher Politiker (Zentrum).
Nach dem Besuch der Volksschule begann von der Heide eine Tätigkeit im elterlichen Betrieb. Nach dem Tod seines Vaters übernahm er die Heuerstelle. Im Jahr 1935 begann er eine nebenberufliche Tätigkeit als Straßenwärter. Er wurde Mitglied der Kolpingsfamilie. Ferner war er Mitglied des Deutschen Gewerkschaftsbundes.
Als Mitglied der Deutschen Zentrumspartei wurde er Vorstandsmitglied im Ortsverein Steinfeld. Dem Niedersächsischen Landtages gehörte er vom 19. Oktober 1950, als er für den ausgeschiedenen Gerhard Pennemann nachrückte, bis zum Ende der ersten Legislaturperiode am 30. April 1951 an. Bei der Bundestagswahl 1957 kandidierte er für die Föderalistische Union, ein Wahlbündnis des Zentrum mit der Bayernpartei und der Deutsch-Hannoverschen Partei, erfolglos auf deren niedersächsischer Landesliste.

## Quelle
- Barbara Simon: Abgeordnete in Niedersachsen 1946–1994. Biographisches Handbuch. Hrsg. vom Präsidenten des Niedersächsischen Landtages. Niedersächsischer Landtag, Hannover 1996, S. 146.